# الهجوم السيبراني على محطات الوقود في إيران

صورة لوحة إعلانية مهكرة كُتب عليها «خامنئي! بنزين ماكو؟» (ماكو تعني لا يوجد باللهجة الأحوازية)

الهجوم السيبراني أكتوبر 2021 هو هجوم سيبراني واسع النطاق وقع في 26 أكتوبر 2021، أدى إلى تعطل محطات توزيع الوقود في مختلف أنحاء إيران.